# كارلوس بيرغ
كارلوس بيرغ (باللاتفية: Kārlis Bergs)‏ (بالإسبانية: Carlos Berg)‏ هو عالم حشرات وكاتب وعالم بقشريات الأجنحة أرجنتيني ولاتيفي، ولد في 2 أبريل 1843 في توكوموس في لاتفيا، وتوفي في 19 يناير 1902 في بوينس آيرس في الأرجنتين.